# 金炳魯
金 炳魯（キム・ビョンノ、1888年1月27日（旧暦1887年12月15日） - 1964年1月13日）は、韓国の独立運動家・弁護士・政治家。大韓民国初代大法院長。許憲・李仁と並んで、日本統治下での三大民族弁護士のひとりとして名を馳せた。本貫は蔚山金氏。号は街人（カイン）。

## 人物
全羅北道淳昌郡の郷班の家に生まれる。 父の金相熹は漢城府の司諫院に正三品で仕官していたため、祖父から儒学の薫陶を受けた。1904年には全羅南道潭陽の日新學校で西洋人宣教師から算術や西洋史などの新学問を学び、1905年の乙巳条約をきっかけに、崔益鉉のもとを訪ねて義兵闘争に参加した。1906年に金性洙の昌興學校に入学し、留学を決意、1910年に渡日し、明治大学法学部（夜間部）に入学、1912年に明治大学高等研究科の3年次に編入し、1915年に卒業した。留学中は在東京朝鮮人留学生「学友会」の幹事長を務め、機関紙『学之光』を発行した。
帰国後は、京城法学専門学校と普成法律商業学校で教鞭を執り、刑法と訴訟法を教授した。1919年には釜山地方裁判所密陽支援判事の任用されるが辞官し、1920年に弁護士を開業、翌年には朝鮮人弁護士協会の理事に就任した。1923年には、ソウル仁寺洞に刑事弁護共同研究会を創設し、主に105人事件、6・10万歳運動、呂運亨や安昌浩らの治安維持法違反事件、義烈団や朝鮮共産党などの独立運動の弁護を担当し、また自らも新幹会に参加、1929年には中央執行委員に選出された。同年光州学生事件の調査を引き受けたが、1931年に新幹会は朝鮮総督府によって強制的に解散となった。弁護士としてはその他に小作争議や労働争議に積極的に関与した。
1945年8月15日に日本の敗戦により独立した後、同年9月21日に韓国民主党中央監察委員長となるが、同党が土地改革に消極的だったことを激しく批判して離党した。1946年2月14日には緊急国民会議の法制委員長に選出された。同年6月27日にアメリカ軍政下で初代司法部長に就任し、新たな基本的法典の起草・編纂の責任者となった。また当初は南北に分断された朝鮮の統合を切望していたが、1948年に大韓民国政府樹立に参加し、反民族行為特別調査委員会特別裁判部裁判部長課を経て、初代大法院長に就任した。
在任中は司法部の独立を守り、国家保安法廃止を主張するなど、李承晩政権の路線に反発して対立し、1957年の大法院長退任後は、自由法曹団代表、民政党代表最高委員、国民の党最高委員などを務めた。大韓民国政府から、1962年に文化勲章・1963年に建国勲章独立章が授与された。

## 親族
制憲国会議員の金汶枰は娘婿。政治家の金鍾仁は孫。元憲法裁判所長の尹永哲と政治家の李宅敦は孫娘婿。
金麟厚の15代孫で、同じく金麟厚の13代孫の金性洙の孫の世代にあたる。

## 参考リンク
- 【人物伝】金炳魯